# Гелиос (увертюра)
«Гелиос», опус 17, FS 32, CNW 34 ― концертная увертюра Карла Нильсена, которая была впервые исполнена 8 октября 1903 года Датским королевским оркестром под управлением дирижёра Юхана Свенсена в большом зале особняка общества Odd Fellows в Копенгагене. Увертюра посвящена нидерландскому композитору Юлиусу Рёнтгену.

## История
Помимо хорошо известных шести симфоний, Карл Нильсен написал множество оркестровых произведений небольшой продолжительности, одним из которых является увертюра «Гелиос». В 1902 году композитор подписал контракт с издательством Вильгельма Хансена, позволивший ему отправиться в Афины к своей жене Анне Мари Карл-Нильсен ― она была одним из первых скульпторов, которым разрешили делать копии барельефов и статуй, располагающихся в музее Акрополя. Анна Мари, получившая стипендию Анкера, изучала греческое искусство, в то время как Нильсен, будучи человеком с разносторонними интересами, увлекался археологией. Местная консерватория предоставила в распоряжение композитора кабинет с фортепиано. Пребывание Нильсена в Афинах и экскурсии по окрестным горам вдохновили его на создание произведения, изображающего восход и закат солнца над Эгейским морем ― увертюры, которую композитор назвал «Гелиос» в честь мифического бога солнца. Нильсен начал работу над пьесой в марте 1903 года и закончил её месяц спустя, 23 апреля.
Из Греции чета Нильсенов отправилась в Турцию и вернулась в Копенгаген к концу июля 1903 года. Композитор дирижировал увертюрой несколько раз (в том числе в Хельсинки, Стокгольме и Берлине): в первый раз ― на концерте 11 ноября 1905 года, полностью посвящённом его творчеству и прошедшем, как и премьера пьесы, в особняке общества Odd Fellows; в последний раз ― 12 февраля 1930 года в шведском Гётеборге. В 1905 году пианист Хенрик Кнудсен, друг Нильсена, создал аранжировку произведения для фортепиано в четыре руки.

## Музыка
Увертюра написана для трёх флейт, двух гобоев, двух кларнетов, двух фаготов, четырёх валторн, трёх труб, трёх тромбонов, тубы, литавр и струнных. Средняя продолжительность пьесы составляет десять минут.
В партитуре произведения Нильсен написал:

Тишина и темнота, солнце восходит с радостной хвалебной песнью, проходит свой золотой путь и тихо опускается в море.
Оригинальный текст (датск.)Stilhed og mørke, så stiger sol under frydefuld lovsang, vandrer sin gyldne vej, sænker sig stille i hav.